# Edson Silva (político)
Edson da Silva (Fortaleza, 9 de maio de 1949) é um jornalista, bancário e político brasileiro que foi deputado federal pelo Ceará por três mandatos.

## Dados biográficos
Filho de Francisco de Sousa Melo e Francisca Rosa da Silva. Sua carreira política teve impulso devido ao programa policial que apresentava em Fortaleza e assim foi eleito deputado estadual em 1986 pelo PDT e em 1988 foi candidato a prefeito da capital cearense numa disputa onde Ciro Gomes, então filiado ao PMDB, venceu por uma diferença mínima.
Eleito deputado federal em 1990, votou pelo impeachment de Fernando Collor em 1992 e atingiu a suplência na eleição havida em 1994, sendo convocado a exercer o mandato e depois efetivado. Posteriormente filiado ao PSDB, afastou-se por alguns anos da política embora tenha presidido a Companhia de Habitação do Ceará. Apresentador da TV Cidade, emissora afiliada à Rede Record.
Em 2006 foi eleito deputado estadual pelo PFL e em 2010 conseguiu mais um mandato de deputado federal, agora no PSB, mas não conseguiu renová-lo na eleição de 2014 quando concorreu pelo PROS.
Em 2012, Edson, filiado ao PSB, foi cotado pelo grupo do governador Cid Gomes para ser candidato a vice-prefeito na cidade de Maracanaú, um dos principais municípios de oposição ao governo, na chapa que lançaria o ex-prefeito Júlio César Costa Lima (PSD), porém renunciou antes das eleições por conta do domicílio eleitoral em Fortaleza.